# Taça dos Vencedores de Taças de Hóquei em Patins de 1984-85
A Taça dos Vencedores de Taças de Hóquei em Patins de 1984-85 foi a 9.ª edição da Taça das Taças.
O Sporting CP conquistou a Taça das Taças pela 2.ª vez na história, derrotando o RESG Walsum da Alemanha Ocidental na final.

## Equipas participantes
| País               | Clube           | Classificação                                |
| ------------------ | --------------- | -------------------------------------------- |
| Alemanha Ocidental | RESG Walsum     | 2.º lugar da Liga Alemã-Ocidental de 1983/84 |
| Espanha            | Reus Deportiu   | Vencedor da Taça das Taças de 1983/84        |
| Espanha            | Liceo da Coruña | Vencedor da Taça do Rei de 1983/84           |
| França             | La Vendéenne    | 2.º lugar da Liga Francesa de 1983/84        |
| Itália             | HC Monza        | Vencedor da Taça de Itália de 1983/84        |
| Países Baixos      | RV Dennenberg   | 2.º lugar da Liga Neerlandesa de 1983/84     |
| Portugal           | Sporting CP     | Vencedor da Taça de Portugal de 1983/84      |
| Suíça              | SC Thunerstern  | Vencedor da Taça da Suíça de 1983/84         |

## Jogos

### Fase final
|  | Quartos-de-final | Quartos-de-final | Quartos-de-final | Quartos-de-final |                |               | Meias-finais | Meias-finais | Meias-finais |  |             | Final | Final | Final |
|  |                  |                  |                  |                  |                |               |              |              |              |  |             |       |       |       |
|  | 1                | Reus Deportiu    | 5                | 5                |                |               |              |              |              |  |             |       |       |       |
|  | 8                | RV Dennenberg    | 1                | 4                |                |               |              |              |              |  |             |       |       |       |
|  | 8                | RV Dennenberg    | 1                | 4                |                | Reus Deportiu | 7            | 1            |              |  |             |       |       |       |
|  |                  |                  |                  |                  |                | Reus Deportiu | 7            | 1            |              |  |             |       |       |       |
|  |                  | RESG Walsum      | 2                | 7                |                |               |              |              |              |  |             |       |       |       |
|  | 4                | RESG Walsum      | 2                | 7                | SC Thunerstern | 2             | 2            |              |              |  |             |       |       |       |
|  | 4                |                  |                  |                  | SC Thunerstern | 2             | 2            |              |              |  |             |       |       |       |
|  | 5                | RESG Walsum      | 2                | 12               |                |               |              |              |              |  |             |       |       |       |
|  | 5                | RESG Walsum      | 2                | 12               |                |               |              |              |              |  | RESG Walsum | 1     | 4     |       |
|  |                  |                  |                  |                  |                |               |              |              |              |  | RESG Walsum | 1     | 4     |       |
|  |                  | Sporting CP      | 1                | 8                |                |               |              |              |              |  |             |       |       |       |
|  | 3                | Sporting CP      | 1                | 8                | La Vendéenne   | 6             | 3            |              |              |  |             |       |       |       |
|  | 3                |                  |                  |                  | La Vendéenne   | 6             | 3            |              |              |  |             |       |       |       |
|  | 6                | Sporting CP      | 21               | 19               |                |               |              |              |              |  |             |       |       |       |
|  | 6                | Sporting CP      | 21               | 19               |                | Sporting CP   | 8            | 3            |              |  |             |       |       |       |
|  |                  |                  |                  |                  |                | Sporting CP   | 8            | 3            |              |  |             |       |       |       |
|  |                  | Liceo da Coruña  | 5                | 4                |                |               |              |              |              |  |             |       |       |       |
|  | 2                | Liceo da Coruña  | 5                | 4                | HC Monza       | 3             | 5            |              |              |  |             |       |       |       |
|  | 2                |                  |                  |                  | HC Monza       | 3             | 5            |              |              |  |             |       |       |       |
|  | 7                | Liceo da Coruña  | 2                | 8                |                |               |              |              |              |  |             |       |       |       |
|  | 7                | Liceo da Coruña  | 2                | 8                |                |               |              |              |              |  |             |       |       |       |

#### Quartos-de-final
| Equipa 1       | Total | Equipa 2        | 1.ª Mão | 2.ª Mão |
| -------------- | ----- | --------------- | ------- | ------- |
| Reus Deportiu  | 10-5  | RV Dennenberg   | 5-1     | 5-4     |
| SC Thunerstern | 4-14  | RESG Walsum     | 2-2     | 2-12    |
| La Vendéenne   | 9-40  | Sporting CP     | 6-21    | 3-19    |
| HC Monza       | 8-10  | Liceo da Coruña | 3-2     | 5-8     |

#### Meias-finais
| Equipa 1      | Total | Equipa 2        | 1.ª Mão | 2.ª Mão |
| ------------- | ----- | --------------- | ------- | ------- |
| Reus Deportiu | 8-9   | RESG Walsum     | 7-2     | 1-7     |
| Sporting CP   | 11-9  | Liceo da Coruña | 8-5     | 3-4     |

#### Final
| Equipa 1    | Total | Equipa 2    | 1.ª Mão | 2.ª Mão |
| ----------- | ----- | ----------- | ------- | ------- |
| RESG Walsum | 5-9   | Sporting CP | 1-1     | 4-8     |

| Vencedor da Taça das Taças 1984/85 |
| ---------------------------------- |
|                                    |
| Sporting CP (2.º título)           |